# Studentenroman

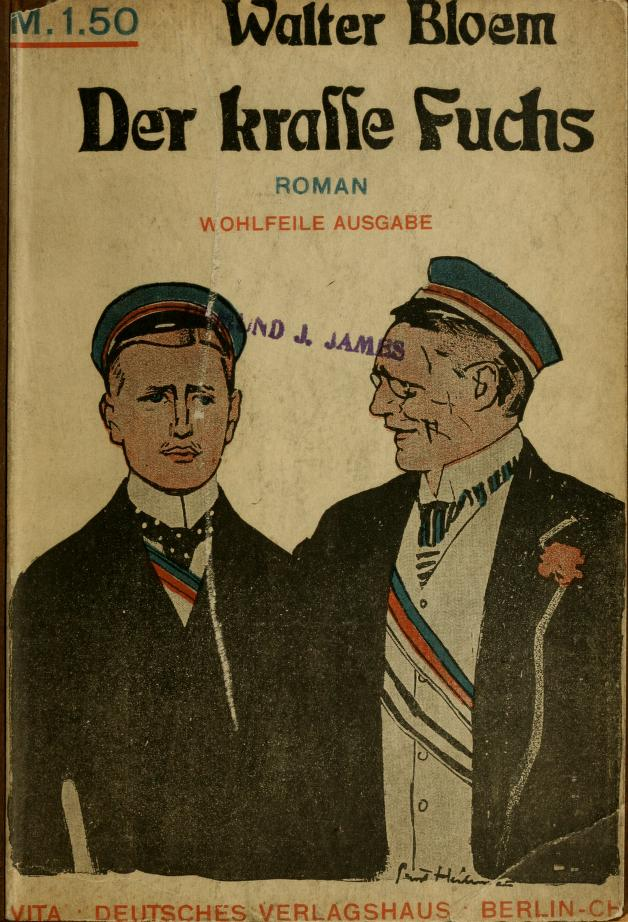
Der krasse Fuchs. Cover einer Ausgabe von 1911.

Ein Studentenroman ist ein Roman, der Ereignisse der Studienzeit als Sujet wählt. Die Gattung ist in weltweiter Perspektive ausgeprägt deutsch. Die Produktion wird von zwei historischen Schwerpunkten gekennzeichnet: zum einen der Zeit von 1690 bis 1740 und zum anderen der des 19. und frühen 20. Jahrhunderts. Die beiden Perioden haben dabei nur wenig miteinander zu tun.

## Studentenromane des 17. und 18. Jahrhunderts

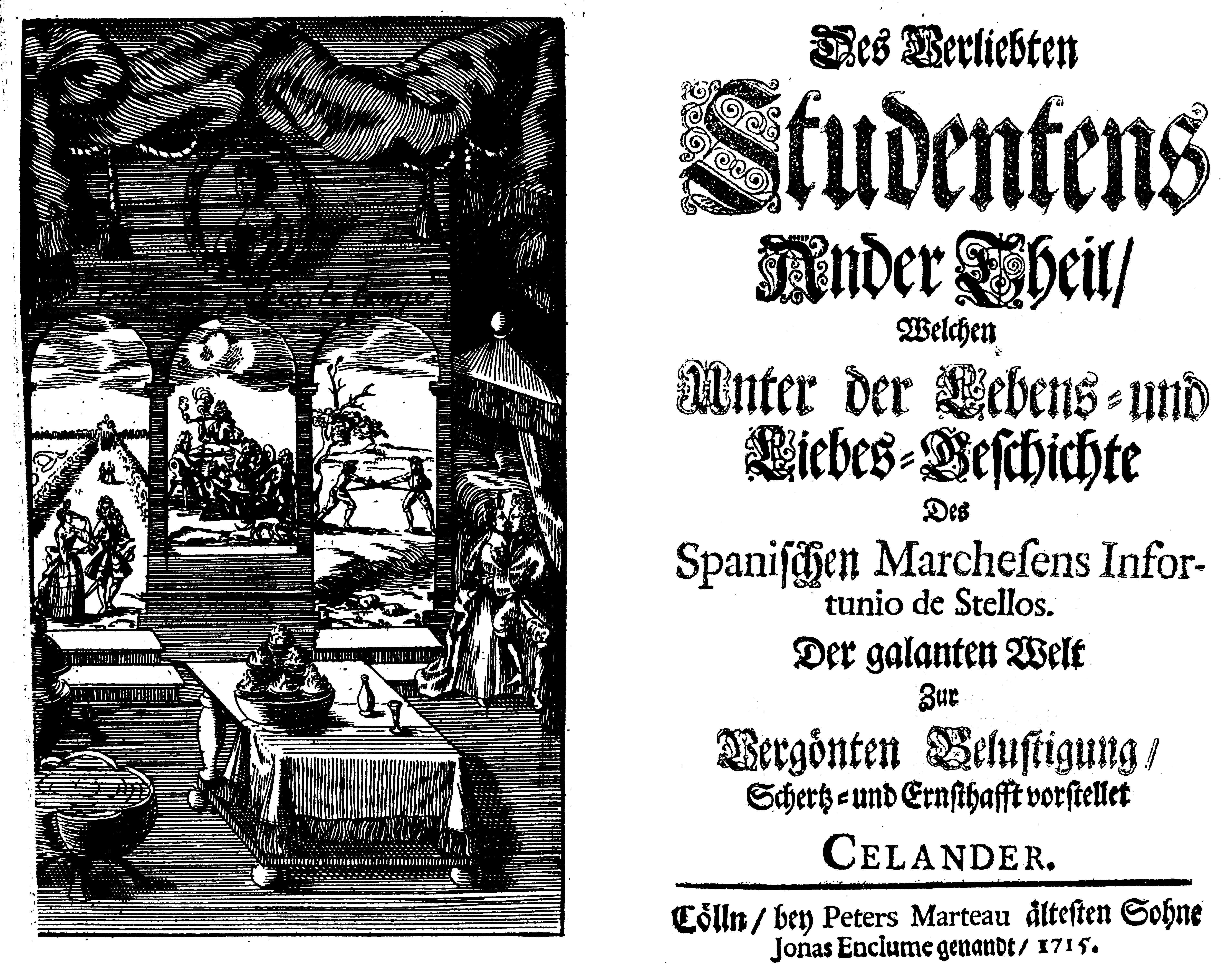
Titelseite von Des Verliebten Studentens ander Theil (Cölln: Peters Marteau ältester Sohn, Jonas Enclume, 1715).

Typisch für die Studentenromane des späten 17. und frühen 18. Jahrhunderts ist, dass in ihnen Autoren, Protagonisten und Leser im Wesentlichen derselben Schicht angehören; die Titel entstammen einer unmittelbaren skandalösen „galanten“ Interaktion zwischen Studenten und ihrem Publikum auf dem Buchmarkt.

### Wurzeln im satirischen Roman des 17. Jahrhunderts
Gattungsgeschichtlich haben die Studentenromane, die im frühen 18. Jahrhundert Furore machen, Wurzeln im satirischen Roman des 17. Jahrhunderts. Das wird deutlich, wenn man auf die „politischen Romane“ Christian Weises und seines Umfelds sieht, die der Produktion vorangehen. Politisch heißt bei ihnen, dass sie das kluge Verhalten lehren, das sich in Maximen der „politischen Klugheit“, des kalkulierten Verhaltens, fixieren lässt. Der erste Roman, der das studentische Milieu klarer erfasst, ist 1690 Eberhard Werner Happels Academischer Roman, worinnen das Studenten-Leben fürgebildet wird. Er erzeugt jedoch noch nicht, was für die Studentenromane des frühen 18. Jahrhunderts typisch ist: eine Rivalität studentischer Verfasser, die hier mit eigenen Geschichten auftreten.
Das publizistische Terrain wurde klarer von Christian Reuter erkundet mit den beiden Teilen seines Schelmuffsky (1696/97) und mehr noch seinen „Comödien“ um „Frau Schlampampe“ L'honnête femme oder Die ehrliche Frau zu Plißine (1695) und Der ehrlichen Frau Schlampampe Leben, Krankheit und Tod (1696). Es handelt sich bei diesen Schriften zwar nicht um Studentenromane, dafür aber um Veröffentlichungen, die aus dem Milieu stammen und es in den Blick nehmen. Halle, Leipzig und Jena rücken ins Zentrum mit Geschichten von Studenten, die in Bürgerhäusern einquartiert sind, und die publizieren, was sie an Skandalen aus dem städtisch bürgerlichen Umfeld erfassen. Bei Reuter ist die Vermieterin das satirische Opfer. Der Mut des Autors vor den Kommilitonen wird in den neuen Publikationen ausgekostet. Reuter fehlt jedoch die galante Conduite als Auszeichnung studentischen Verhaltens. Sein Schelmuffsky ist ein grobschlächtiger „Bärenhäuter“ und „Aufschneider“; er steht mit denen, die mit ihm umgehen müssen und sich dabei entblößen, im Zentrum des Humors, der in der Handlungsführung und in der Gestaltung des Helden auf Eulenspiegel-Erzählungen und Schelmenromane zurückgreift.

### Der moderne Roman europäischer Novellistik bestimmt ab 1700 die Mode
Der Roman, der die studentischen Romane der ersten Hälfte des 18. Jahrhunderts entscheidend prägte, erschien im Frühjahr 1700: Christian Friedrich Hunolds Verliebte und galante Welt, in Hamburg bei Gottfried Liebernickel in den Druck gebracht, jedoch deutlich im Blick auf Absatz im Raum der mitteldeutschen Universitäten verfasst. Hunold, der soeben sein Studium in Jena aus Mangel an weiteren finanziellen Mitteln abbrechen musste und nach Hamburg floh, blickt von dort aus auf Amouren seines studentischen Umfeldes zurück – Seitenblicke auf Leipzig und Halle schließt das ein. Der Roman fand binnen nur zweier Wochen reißenden Absatz, da sich hier ein Anfang 20-jähriger als galanter Beobachter feiert, der mit freierer Moral auf Seitensprünge und Amouren sieht, wohl wissend, dass sein Publikum diese Moral allenfalls pro forma teilt, die Publikation damit skandalös bleibt. Neu ist hier der Held, der anders als in satirischen Romanen des 17. Jahrhunderts selbst nicht lächerlich ist. Man muss über Rivalen lachen, die weniger souverän die moderne galante Conduite beherrschen – sie wird das offizielle didaktische Angebot des neuen Romans, der ansonsten vom Skandalwert lebt, davon, dass womöglich nichts an ihm erfunden ist. Hunold alias Menantes knüpft in diesen Punkten an die französischen Autoren an, die zuletzt skandalöse Romane mit eigenem Leben garniert in der Hochpolitik spielen ließen. In der Positionierung auf dem deutschen Markt schließt sich Hunold dabei an Talander (August Bohse) an, der eine eigene Mischung asiatischer Romane und europäischer chronique scandaleuse herausgebracht hatte, jedoch nicht sich selbst noch die Studentenschaft als die neue modische Generation gefeiert hatte. Hunolds Pseudonym schafft den Anknüpfungspunkt and Talander; die spezielle Art novellistisch zu erzählen, einen weiteren; der Einschluss von Briefen, Gedichten und Dialogpartien („Complimenten“, die man für Interaktionen auswendig lernt) einen dritten. Unterschwellig distanziert sich Hunold gleichzeitig von Talander: Seine Helden meiden eine blumige Sprache, ihre galante Aktion ist eher von aktuellem französischem Esprit und von einer neuen Toleranz wie einem neuen Wettbewerb innerhalb der modischen Schicht gekennzeichnet.
Während Hunold in Hamburg nahezu unverzüglich die Aufdeckung seines Pseudonyms riskiert und sich als maßgeblicher neuer Autor unter den galanten positioniert (er gibt Privatkollegien in der modernen Conduite), haben seine Romane in den Universitätsstädten Halle (Saale), Jena und Leipzig stilprägenden Einfluss. Studenten rezipieren sie und nehmen Anteil am Schicksal des Autors, der ihr Alter hat und in den nächsten sechs Jahren seine weitere bürgerliche Existenz aufs Spiel setzt. Die Publikation des Satyrischen Romans (1706) zwingt Hunold am Ende, Hamburg zu verlassen und in seine thüringische Heimat zurückzukehren. In Halle wird er von Studenten ersucht, weitere Kollegien in Poesie und galanter Conduite zu geben, sie erlauben ihm später das Auskommen, mit dem er sein Studium finanzieren kann. Ein Rezeptionszeugnis von der Lektüre der Menantes-Romane in Studentenkreisen findet sich in Meletaons (Johann Leonhard Rosts)  Schau-Platz der galanten und gelährten Welt (1711):

„Er gienge selbigen Abend auf den Raths-Keller, ein Glas Wein zu trincken, woselbst er etliche Pursche antrafe, die unterschiedliche Discurse führeten, und dann auch auf die Romaine zu reden kamen, daß manchmahl in denselbigen so lustige Streiche vorfielen, absonderlich aber delectirten sie sich an den artigen Liebes-Calender in des Herrn Menantes Satyrischen Roman, über dessen Innhalt, weilen der eine ein Exemplar bey sich, sie sich sehre zerlachten, und dabey auch allerhand Glossen macheten, welche hier zu erzehlen, wegen der Weitläufftigkeit, erspahret wird.“

Der Autor „Meletaon“ gibt sich selbst in diesem seinem Studentenroman als Menantes-Verehrer und Student aus. Seinen eigenen Roman will er unter denselben Bedingungen geschrieben haben, wie der hier geschilderten, in „Compagnie“. Entscheidend ist für den Studentenroman stilistisch der negligante Umgang mit dem Publikum wie dem poetischen Anspruch früherer Romane:

„Diejenigen, so mit mir umgehen, oder sonsten kennen, werden es wol wissen, daß vieles in Compagnien unter dem grösten Tumult elaborire, wie dann alle hierinnen sich befindende Verse so verfertiget, auch daß ich mir die Nägel und Finger nicht darüber abbeisse.“

### Ab 1706: offener Wettstreit unter studentischen Autoren

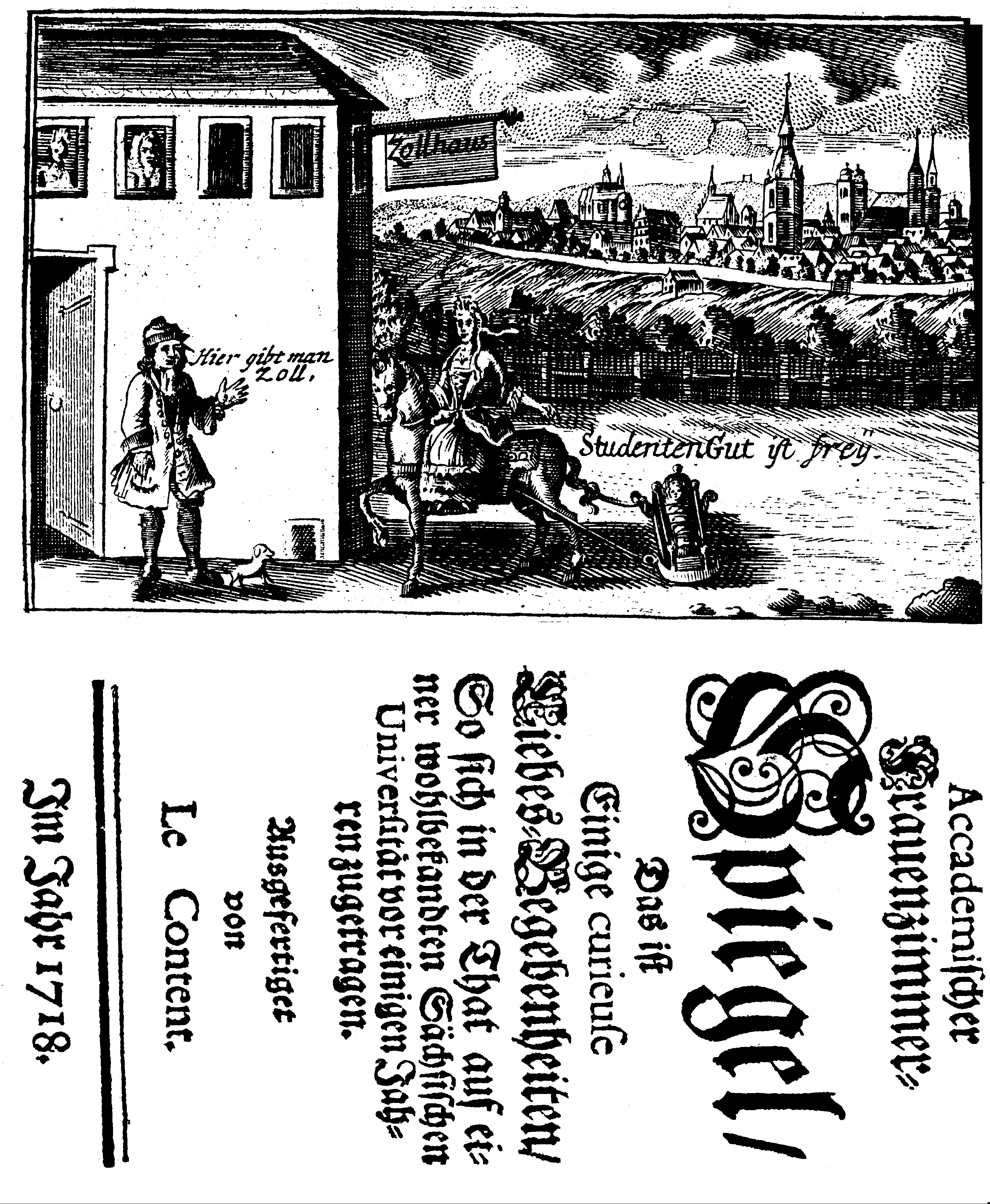
Zollstation vor Halle, „Studenten-Gut ist frey“, eine ruinierte Bürgerstochter flieht die Stadt mit dem Kind, das ihr ein Student anhängte. Frontispiz und Titelseite zu Le Content, Accademischer Frauenzimmer-Spiegel (1718).

Markenzeichen der Produktion, die ab etwa 1706 in den Universitätsstädten Halle, Leipzig und Jena anläuft und zwei bis fünf Titel pro Jahr auf den Markt bringt, sind die partielle Anonymität der Autoren, deren studentischer Stand und deren Ausrichtung auf die eigene Schicht als Kunden. Talander, Menantes und Meletaon agieren als zentrale Markennamen und Vorbilder. Dass sich mit dem Verfassen von Romanen Geld verdienen lässt wird zuweilen erwähnt:

„Ist gleich die Schreib-Art nicht allzu zierlich; Daß sie derjenigen, welche die unvergleichlichen Romanisten unserer Zeit als Herr Talander, Menantes und Meletaon führen, gleich kommen soll: So bin schon zu frieden, wann ich nur den tausenden Teil von der Annehmlichkeit im Schreiben, dieser berühmten Leute, bekomme; […].

      Daß ich aber angefangen Roman zu schreiben, ist denen jenigen am besten bekannt, die mich kennen, und wissen, daß ich solches aus erheblichen Ursachen thun müssen; Angesehen ich meine Studia Juridica unmöglich prosequiren können, so ferne nicht dieses Mittel ergrieffen, inmassen auf Universitæten die Dürfftigkeit zum täglichen Schlaffgesellen gehabt.“

Strukturell werden hier keine Entwicklungsromane geboten. Die Erzähler geben Geschichten zum besten, die sie selbst erlebt oder bezeugt haben wollen; zuweilen wechseln die Erzähler auch – dann, wenn sie sich in Gesellschaft bewegen und einzelne Protagonisten ihre Liebesgeschichten einbringen. Es entstehen in solchen Momenten novellistische Erzählrunden, deren Sujets in die Novellen zurückverweisen, in denen Chaucer und Boccaccio bereits gewitzte Studenten benutzten, um einfältige Bürger zu hörnen.
Das akademische Leben der Universitäten, der Studienalltag wie Studentenbräuche sind in diesen Titeln durchweg ausgeblendet. Das dürfte vor allem damit zu tun haben, dass etwa der Vorlesungsbetrieb die von den Verfassern und den Lesern geteilte Lebensrealität ist. Auch Szenerien der Studienorte sind allenfalls genannt, selten eingehender beschrieben. Auch hier scheinen die Autoren darauf zu vertrauen, dass ihre Leser die passenden Bilder im Kopf haben.
Sehr genau werden dagegen Verwicklungen der Amouren beschrieben. Die Helden verlieben sich in Töchter der Häuser, in die sie einquartiert sind, und beschreiben hier zuweilen das bauliche Interieur. Sexuelle Handlungen können explizit ausgeschildert werden, wichtiger sind jedoch die „Intriguen“. Wer betrog wen? Welche junge Dame aus einem der Bürgershäuser stellte sich als liederlich heraus? Wie kriegte wer eine besonders standhafte Tochter herum? Wie schmählich ließ er sie sitzen, wie gestaltete sich danach ihr Ruin? Hier gibt es oft schadenfrohe Skizzen, zuweilen, vermehrt ab 1713, auch ansatzweise moralische Handlungsverläufe.

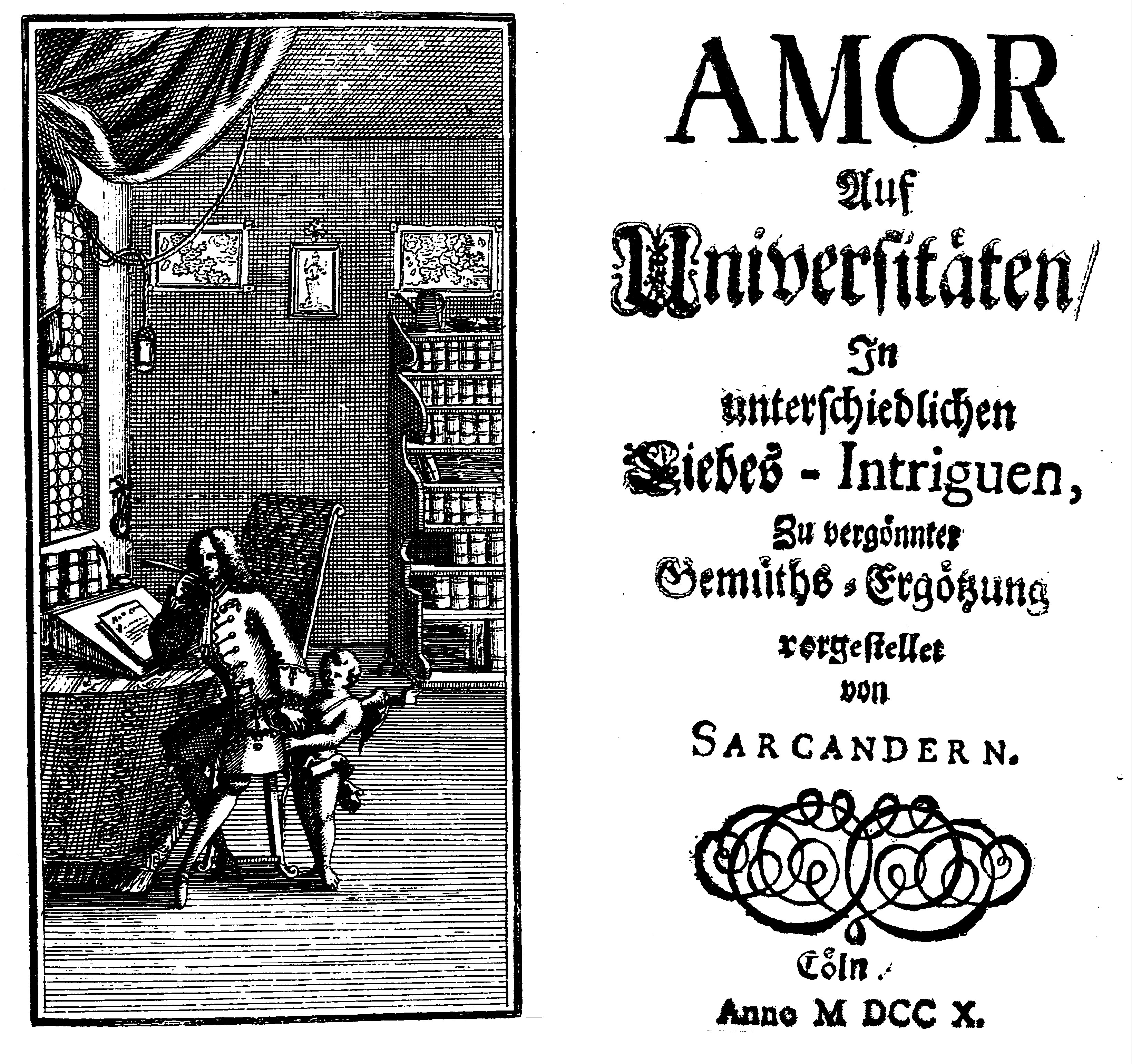
Sarcander, Amor auf Universitäten (1710).

Mit den Romanen Celanders ist bereits 1709 und 1715 das Maximum an Schilderung sexueller Handlungen aufgeboten. Mit der Interaktion, die sich hieraus unter den „Romanisten“, speziell zwischen Meletaon, Celander, Sarcander, Menantes und Selamintes entwickelt, gewinnt der Studentenroman zwischen 1709 und 1720 Format eines publizistischen unter Pseudonymen geführten Austauschs: Man droht, Rivalen auffliegen zu lassen, agiert in eigenen Romanen, um ein „Frauenzimmer“ zu schützen, das in einem anderen Roman angeblich schamlos angegriffen wurde, brandmarkt die Leichtfertigkeit oder den mangelnden Mut rivalisierender Autoren; Namen sind hier neben den genannten noch Amaranthes, Melissus, Adamantes, L’Indifferent, Le Content, Parthenophilus. Einen Wendepunkt bringt in der gesamten Interaktion 1713 Menantes’ publizistisch vollzogener Ausstieg aus der Mode und seine rückwirkende Distanzierung von den Romanen, die er veröffentlichte. Meletaon übernimmt diesen – deutlich strategischen – Ausstieg in Publikationen 1714 und 1715. Wie Hunold muss Rost sich um seine bürgerliche Karriere Sorgen machen, während die anderen Autoren des Feldes, die unter Pseudonymen verbleiben, ungenierter agieren können. Dennoch steht eben damit ab 1713 die Frage nach der Moral im Raum. Das galante Verhalten war bislang im Rückgriff auf Christian Thomasius schlicht das erfolgversprechende Verhalten europäischer aristokratischer Mode. Hier bestand vor 1713 Konsens und der Studentenroman war dabei wesentliches Medium der zu erlernenden Conduite, die sich durch Freimütigkeit in allen Lebensbereichen auszeichnete und dadurch Souveränität gewann. Ein Standard ist hier der Werdegang, den in Sarcanders Amor auf Universitäten (1710) einer der Helden für sich resümiert:

„So bald ich aber aus meines Vetters Hause, durch einen Zwist gekommen, wendete sich meine gantze Conduite. Ich hatte mich biß dahero in Kleidern schlecht getragen, auch sonst keine grossen Depensen gemacht, so bald ich aber in ein ander Zimmer kame, fieng ich an, mich anders aufzuführen. Ich kleidete mich Politer, als mein Studium es erforderte, gienge auf den Dantz-Boden, und excercirte die Music, hielte starck Compagnien mit meinen Lands-Leuten, und war immer lustig. Dabey nun, schlieche sich auch die Liebe wiederum ein. Mein Hauß-Wirth hatte eine Tochter, von artiger Gestalt, und sonst galantem Wesen, und weil sie nicht nöthig hatte, sich im Hause viel anzunehmen, hatte sie Zeit genug, sich auf Galanterien zu legen. Sie spielte eine schöne Harpffe, redete Französisch, dantzte wohl, hatte auch sonst durch Lesung verschiedene Romainen, eine so artige Conversation erworben, daß es eine Lust war, mit ihr umzugehen.“

Das galante studentische Verhalten hat hier einen subversiven Aspekt, insofern es sich vom Verhalten der Bürger abgrenzt und als jederzeit überlegen erweist. Satirische Komponenten hat es, wo es dem galanten Helden gestattet, andere weniger galante Rivalen zu disqualifizieren, auch überall dort, wo ihm Frauen zum Opfer fallen, deren Tugendlosigkeit sich im Moment der Verführung offenbart.
Ab 1713 tauchen moralische Bedenken verstärkt in Randepisoden auf. Ende des Jahrzehnts ist die Kritik am studentischen Lebensgefühl, das hier gepflegt wird, so groß, dass sie sich selbst publizistisch artikulieren kann. Das ausgiebigste Rezeptionszeugnis bürgerlicher Perspektive findet sich 1720 in George Ernst Reinwalds Academien- und Studenten-Spiegel – ein Kaufmann sitzt hier mit revoltierenden Studenten zusammen und erzählt, wie ihn jüngst Studenten mit ihren Büchern aufzogen:

„Aber was sind nicht vor Bücher vorhanden, die, weil sie von grossen Gelehrten nicht können gemachet worden seyn, als derer sie gantz unwürdig sind, und doch auch von Ungelehrten nicht haben herkommen können, als die das Geschicke dazu nicht haben, von Studenten entspringen müssen? […] Neulich als ein hauffen Histörichens von der Einfalt und Grobheit gewisser Fräulein erzehlet wurden, fragte ein Student, so dabey war, den erzehlenden Kauffmann, wer doch wol diese Schnacken erdacht hätte? Er bekam aber zur Antwort: Ihr Herren seyd es, von euch und von niemand anders kommen diese Schnurr-Pfeiffen her; die müßigen und kützlichen Köpffe unter euch, sind so fertig, solche Geschichte auszudencken […]. Dann siehet man, was jetzt die Romainen betrifft, den Ort an, wo sie gedruckt worden, wiewohl der Ort auch offt verschwiegen wird, wird man gewahr werden, daß ihrer viel eher in einer solchen Stadt hervor gebracht worden, welche durch eine berühmte hohe Schule sehr berühmt ist, ja auch offt, wird der Druck ihrer Geburts-Stadt verrathen, wann gleich der Ort verborgen bleiben will. Wie durch solche Bücher, als etwa der Studenten-Confect ist, der Leser geschickt gemachet wird, allerhand unzüchtige Reden, Schertze, Stichel-Reden und Narretheidungen zum Epicurischen Gelächter der Gesellschafften anzubringen; So wird durch Romainen die Jugend zur Löffeley, Lustreitzung, Unreinigkeit, Hurerey, und bösen Gedancken, Begierden und Wünschen angetrieben, sintemal einige so arg sind, auch wol das keuscheste Hertz zu inflammir[e]n, alle aber, wann es wenig, vermögend, dasselbe zubeunruhigen.“

### Der Niedergang der Studentenromane nach 1720
Damit, dass Ende der 1720er das Galante mitsamt der studentischen Romanproduktion Gegenstand einer neuen Poesiekritik wird (etwa bei Johann Christoph Gottsched), relativiert sich ihr Status. Es wird im Lauf des 18. Jahrhunderts für neue Autoren aus Studentenkreisen interessanter, sich am Aufbau einer neuen Moral und Poesie der Nation zu beteiligen. Eine Trennung in subversive und pornographische Bücher und literarisch ambitionierte Arbeit ist die Folge. Sie bringt den Studentenroman ab den 1740ern in ein Dilemma, in dem er an Macht verliert, Moden prägen zu können. Die Romane Johann Gottfried Schnabels alias Gisanders werden hier späte Ausläufer der Produktion des frühen 18. Jahrhunderts.
In gesamteuropäischer Perspektive fällt auf, dass der Studentenroman dieser Phase ein spezifisch deutsches Phänomen blieb. Man kann das Phänomen eingrenzen. Es beschränkte sich auf die Städte Leipzig, Halle und Jena, die als „Lindenfeld“, „Salaugusta“ und „Salena“ in Studentenromanen auftauchen. Ein größerer europäischer Zusammenhang stellt sich hier her, wenn man von den Studenten als Träger der Mode absieht und in den Blick nimmt, dass hier Romanleser die Gattung Roman für sich in Beschlag nehmen. Es geschieht dies gleichzeitig in Leipzig Halle, Jena, Hamburg und London. Ein Publikum zwischen 18 und 30 nutzt hier den novellistischen Roman, der in den 1670ern Europa eroberte, zur potentiell skandalösen privaten Selbstpositionierung. Es ist unter dieser Perspektive bemerkenswert, dass im Deutschen Sprachraum hierzu vor allem Studenten die Gelegenheit hatten. Sie agierten als von außen homogen erscheinende große doch fluktuierende Gruppen an den genannten Städten, mit der Chance, Manuskripte unerkannt in den Druck bringen zu können. London und Hamburg boten als Großstädte von 500.000 respektive 120.000 Einwohnern dem eleganten urbanen Publikum ähnliche Chancen. Kleinere Orte, und selbst mit 20.000 bis 40.000 Einwohnern den Universitätsstandorten ebenbürtige Städte wie München oder Köln verfügten dagegen weder über vergleichbar große modisch homogene und fluktuierende Gruppen, aus denen heraus Autoren die anonyme Publikation riskieren konnten, noch über einen Buchmarkt, der sich anonym bedienen ließ. Der Aufbau der Nationalliteraturen, der sich mit den 1730ern im deutschsprachigen Raum abzeichnet, zwang klarer zu Verantwortung und entzog so einem kurzfristig unregulierten Markt die weitere Existenzbedingungen.

## Studentenromane des 19. und 20. Jahrhunderts

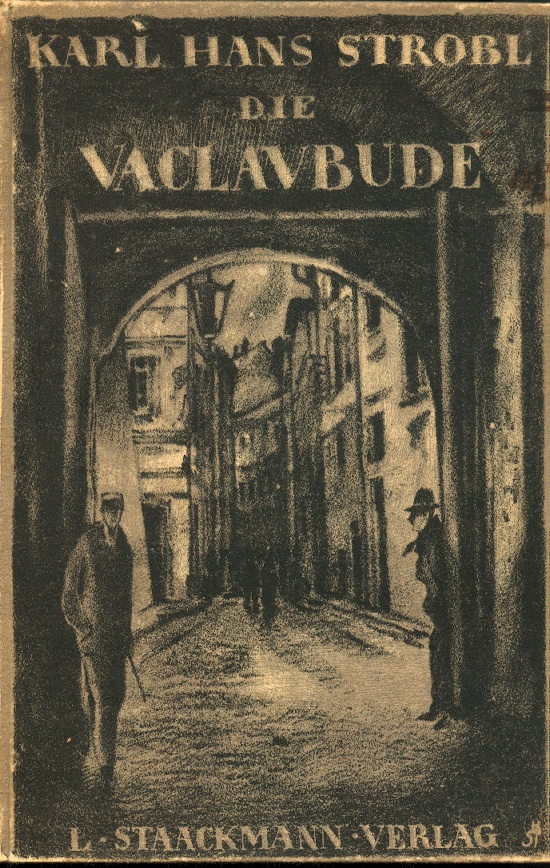
Die Vaclavbude (1902), Prager Studentenroman von Karl Hans Strobl

Die zweite Blütezeit des Genres fällt mit jener der Studentenverbindungen im späten 19. und frühen 20. Jahrhundert zusammen. Dieser Produktionsschub ist weltanschaulich komplexer. Er steht in partiellem Zusammenhang mit der politischen Bedeutung, die das Studententum und die Burschenschaften im Laufe des Jahrhunderts im Prozess der Nationalisierung deutscher Öffentlichkeit gewannen. Bräuche der Studenten werden hier geschildert, oft in verklärenden und rückblickend nostalgischen Perspektiven. Die Studienzeit gewinnt in diesen Titeln gleichzeitig Rang einer charakterbildenden Phase. Das kann positiv in Richtung des Bildungsromans ausgeformt sein oder gesellschaftskritisch; oft wird hier auf eine klar umrissene Phase und deren Bedeutung für das Leben gesehen.
Zahlreiche in ihrer Zeit bekannte Autoren haben sich an Studentenromanen versucht. Besonders zu nennen sind hier Walter Bloem, der seine eigenen studentischen Erfahrungen verarbeitet hat, und Rudolf Herzog, der eine weitestgehend fiktive Geschichte in Die Welt in Gold beschreibt. Beide beschreiben, wie die meisten Autoren, das korporationsstudentische Leben in seinen Facetten. Der Klassiker unter den Studentenromanen ist Walter Bloems 1906 entstandener Studentenroman Der krasse Fuchs. Er wurde 1924/26 von Conrad Wiene verfilmt. Seltener sind hingegen Romane aus dem freistudentischen Umfeld, wie Die Hochwächter von Hjalmar Kutzleb, der das studentische Leben in einer Wandervogel-Gruppe beschreibt. Wilhelm Raabes Roman Auf der alten Universität war 1858 zugleich ein Nachruf auf die mittlerweile geschlossene Universität Helmstedt.
Mit dem Ende des Zweiten Weltkriegs endet auch die Phase der Entstehung von Studentenromanen. Nur vereinzelt finden sich nach 1945 noch Werke zu diesem Thema, wie z. B. Die Studenten von Berlin von Dieter Meichsner (1954), Zwischen Schloss und Österberg: Eine Studentengeschichte aus dem Tübingen der 50er Jahre von Bert Riecker oder Das Hässliche Manifest: Eine Uni-Hamburg-Revolte der etwas anderen Art von Detlef Klobiger.

## Studentenromane des 21. Jahrhunderts
Das jüngste Werk, das dem Genre mehr oder weniger zuzuordnen und in einem namhaften Verlag (Rowohlt Verlag) erschienen ist, dürfte Männer-WG mit Trinkzwang von Karsten Hohage (2012) sein. Es beschreibt die ersten vier Semester eines Studiums in einer nicht genannten Universitätsstadt, bei der es sich vermutlich um Freiburg im Breisgau handelt, wenn man Hohages biographische Daten heranzieht. 